# 윤석진 (1967년)
윤석진(尹錫珍, 1967년 6월 29일~)은 대한민국의 정치인이다. 제6~8대 충청북도 영동군의회 의원을 역임했다.

## 학력
- 대한유도학교(용인대학교) 유도학과 졸업
- 유원대학교 산업정보대학원 무도학과 졸업(체육학 석사)

## 경력
- 영동군생활체육협의회 회장
- (사)난계기념사업회 부이사장
- 2010.07 ~ 2014.06: 제6대 충청북도 영동군의회 의원
- 2014.07 ~ 2018.06: 제7대 충청북도 영동군의회 의원
- 2018.07 ~ 2022.06: 제8대 충청북도 영동군의회 의원

## 역대 선거 결과
|  | 16.15% |

|  | 17.73% |

|  | 22.84% |

|  | 39.67% |